# Иванов, Виктор Петрович (Герой Советского Союза)
Виктор Петрович Иванов (1925—1997) — старший сержант Рабоче-крестьянской Красной Армии, участник Великой Отечественной войны, Герой Советского Союза (1944).

## Биография
Виктор Иванов родился 2 февраля 1925 года в деревне Ельники (ныне — Бежецкий район Тверской области). После окончания неполной средней школы работал в колхозе. В январе 1943 года Иванов был призван на службу в Рабоче-крестьянскую Красную Армию. Окончил снайперскую школу. С сентября 1943 года — на фронтах Великой Отечественной войны, был стрелком 225-го стрелкового полка 23-й стрелковой дивизии 47-й армии Воронежского фронта. Отличился во время битвы за Днепр.
25 сентября 1943 года Иванов одним из первых в своём подразделении переправился через Днепр в районе села Студенец Каневского района Черкасской области и принял активное участие в боях за захват и расширение плацдарма на его западном берегу. 3 октября во время отражения немецкой танковой контратаки Иванов забросал один из танков гранатами и бутылками с зажигательной смесью, что способствовало успешному отражению атаки.
Указом Президиума Верховного Совета СССР от 3 июня 1944 года за «образцовое выполнение заданий командования и проявленные мужество и героизм в боях с немецкими захватчиками» красноармеец Виктор Иванов был удостоен высокого звания Героя Советского Союза с вручением ордена Ленина и медали «Золотая Звезда» за номером 5519.
В дальнейшем участвовало в освобождении Украинской ССР и Чехословакии. В августе 1944 года был ранен, четыре месяца лечился в госпитале. В 1945 году в звании старшего сержанта Иванов был демобилизован. Первоначально проживал и работал на родине, позднее поступил на службу в органы МВД СССР. После увольнения в запас в 1954 году он поселился в городе Люберцы Московской области. Умер 17 марта 1997 года, похоронен на Старом Люберецком кладбище.
Был также награждён орденом Отечественной войны 1-й степени и рядом медалей.